# Фишбахталь
Фишбахталь (нем. Fischbachtal) — община в Германии, в земле Гессен. Подчиняется административному округу Дармштадт. Входит в состав района Дармштадт-Дибург.  Население составляет 2691 человек (на 31 декабря 2010 года). Занимает площадь 13,27 км².